# Qasr-e Qand (shahrestan)
Qasr-e Qand (persiska: قَصرقَند), eller Shahrestan-e Qasr-e Qand (شهرستان قصرقند), är en delprovins (shahrestan) i Iran. Den ligger i provinsen Sistan och Baluchistan, i den sydöstra delen av landet. Administrativt centrum är staden Qasr-e Qand.
Delprovinsen hade 61 076 invånare vid folkräkningen 2016.